# Beurré Clairgeau (pera)
Beurré Clairgeau (en España conocida como Mantecosa Clairgeau) es una variedad cultivar de pera europea Pyrus communis. Esta pera está cultivada en la colección de la Estación Experimental Aula Dei (Zaragoza). Esta pera también está cultivada en diversos viveros entre ellos algunos dedicados a conservación de árboles frutales en peligro de desaparición. Esta pera variedad muy antigua es originaria de Francia, también muy extendido su cultivo en España (La Coruña, Guipúzcoa, Gerona, Lérida, Lugo, Pontevedra, Tarragona, Zaragoza), y tuvo su mejor época de cultivo comercial antes de la década de 1960, y actualmente en menor medida aún se encuentra.  Las frutas tienen una pulpa blanca y firme con un ligero sabor almizclado.

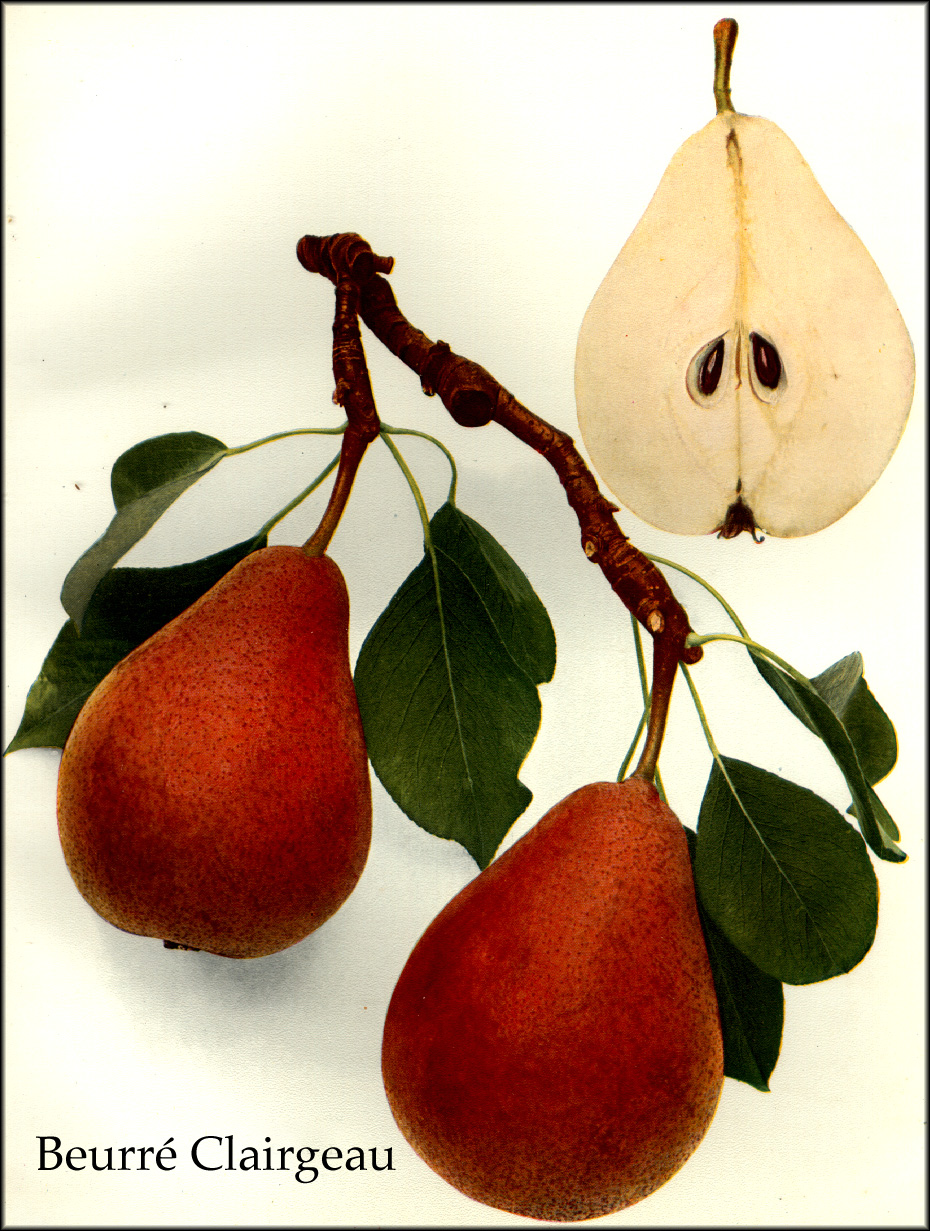
La pera 'Beurré Clairgeau', acuarela de U.P. Hendrick.

## Sinonimia
- "Clairgeau de Nantes",
- "Clergeau",
- "Poire Clairgeau",
- "Clairgeau butterbirne" en Alemania,
- "Mantecosa Clairgeau" en España.[9]

## Historia
La variedad de pera 'Beurré Clairgeau' vendría de frutos obtenidos por casualidad hacia 1838 por Pierre Clairgeau, jardinero en Nantes. Su primer informe del hallazgo tuvo lugar en 1848. El árbol fue comprado por un horticultor belga, quién fue el verdadero promotor. Relación asumida por su criador  : “Beurré Duchesse d'Angoulême".
Consta una descripción del fruto: Leroy, 1867 : 330; Hedrick, 1921 : 289; Soc. Pom. France, 1947 : 238; Vercier, 1948 : 56, y en E. E. Aula Dei.
En España 'Mantecosa Clairgeau' está considerada incluida en las variedades locales autóctonas muy antiguas, cuyo cultivo se centraba en comarcas muy definidas. Se caracterizaban por su buena adaptación a sus ecosistemas y podrían tener interés genético en virtud de su adaptación. Se encontraban diseminadas por todas las regiones fruteras españolas, aunque eran especialmente frecuentes en la España húmeda. Estas se podían clasificar en dos subgrupos: de mesa y de cocina (aunque algunas tenían aptitud mixta).
'Mantecosa Clairgeau' es una variedad clasificada como de mesa, difundido su cultivo en el pasado por los viveros comerciales y cuyo cultivo en la actualidad se ha reducido a huertos familiares y jardines privados.
La pera 'Beurré Clairgeau' está cultivada en diversos bancos de germoplasma de cultivos vivos tales como en National Fruit Collection con el número de accesión: 1973-312 y nombre de accesión: Beurré Clairgeau (LA).

## Progenie
'Beurré Clairgeau' es el Parental-Madre de la variedades cultivares de pera:
'Butirra di Roma' 
'Beurré Clairgeau' es el Parental-Padre de la variedades cultivares de pera:
'Butirra Rosata Morettini' 

## Características
El peral de la variedad 'Mantecosa Clairgeau' tiene un vigor Medio; florece a finales de abril; tubo del cáliz en forma de cubeta, prácticamente sin conducto o este cortísimo.
La variedad de pera 'Mantecosa Clairgeau' tiene un fruto de tamaño de grande a muy grande; forma variable piriforme u oval, cuello poco acentuado, a veces sólo en un lado del fruto, simétrico o asimétrico, y con el contorno irregularmente redondeado; piel lisa, brillante; con color de fondo amarillo verdoso o amarillo claro, con chapa de bonito color rosa fuerte con manchas rojo vivo, presenta un punteado ruginoso-"russeting", grande y un poco en relieve, aureolado de rojo sobre la chapa, líneas concéntricas ruginosas en la cavidad del ojo y manchas más compactas repartidas por el resto del fruto, "russeting" (pardeamiento áspero superficial que presentan algunas variedades) medio; pedúnculo de longitud corto, grueso, ensanchado en su extremo superior, algo carnoso en la base, implantado oblicuo al pie de pequeña gibosidad o rara vez derecho, cavidad del pedúnculo nulo o limitada a un pequeño repliegue en la base del pedúnculo; anchura de la cavidad calicina anchura media, casi superficial, con el borde liso o ligeramente ondulado; ojo generalmente medio o grande, generalmente abierto con los sépalos partidos, rara vez enteros, estando entonces rizados hacia fuera.
Carne de color blanco amarillenta; textura fundente, acuosa, granulosa junto al corazón; sabor agradable, perfumado, algo astringente; corazón medio o grande, rodeado de piedras, sobre todo en parte inferior, situado muy por debajo de la línea media del fruto. Eje estrecho, abierto en corta extensión, a veces cerrado. Celdillas medias o amplias. Semillas de tamaño medio, alargadas, ligeramente espolonadas, puntiagudas en la zona de inserción, gelatinosas, de color castaño amarillento o rojizo no uniforme y más oscuro casi negro en partes salientes.
La pera 'Mantecosa Clairgeau' madura de manera desigual pero generalmente tiene una época de maduración entre septiembre y octubre (en E. E. Aula Dei de Zaragoza). Aguanta en buenas condiciones hasta tres meses de almacenamiento en un ambiente refrigerado. Se usa como pera de mesa fresca, y en cocina para hacer compotas.

Detalles de la pera Beurré Clairgeau.'
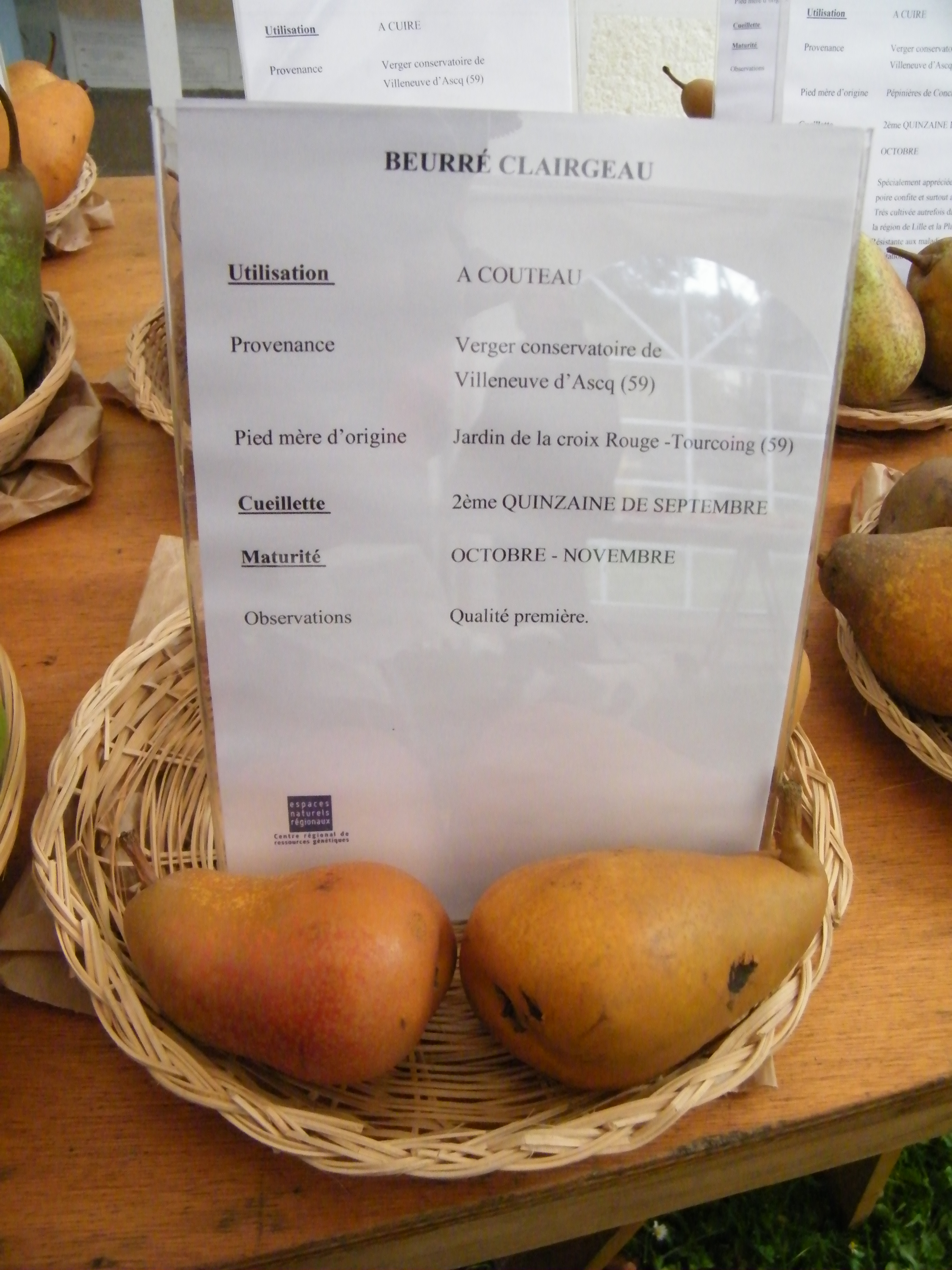
Las peras 'Beurré Clairgeau' cultivadas sin tratamientos químicos.
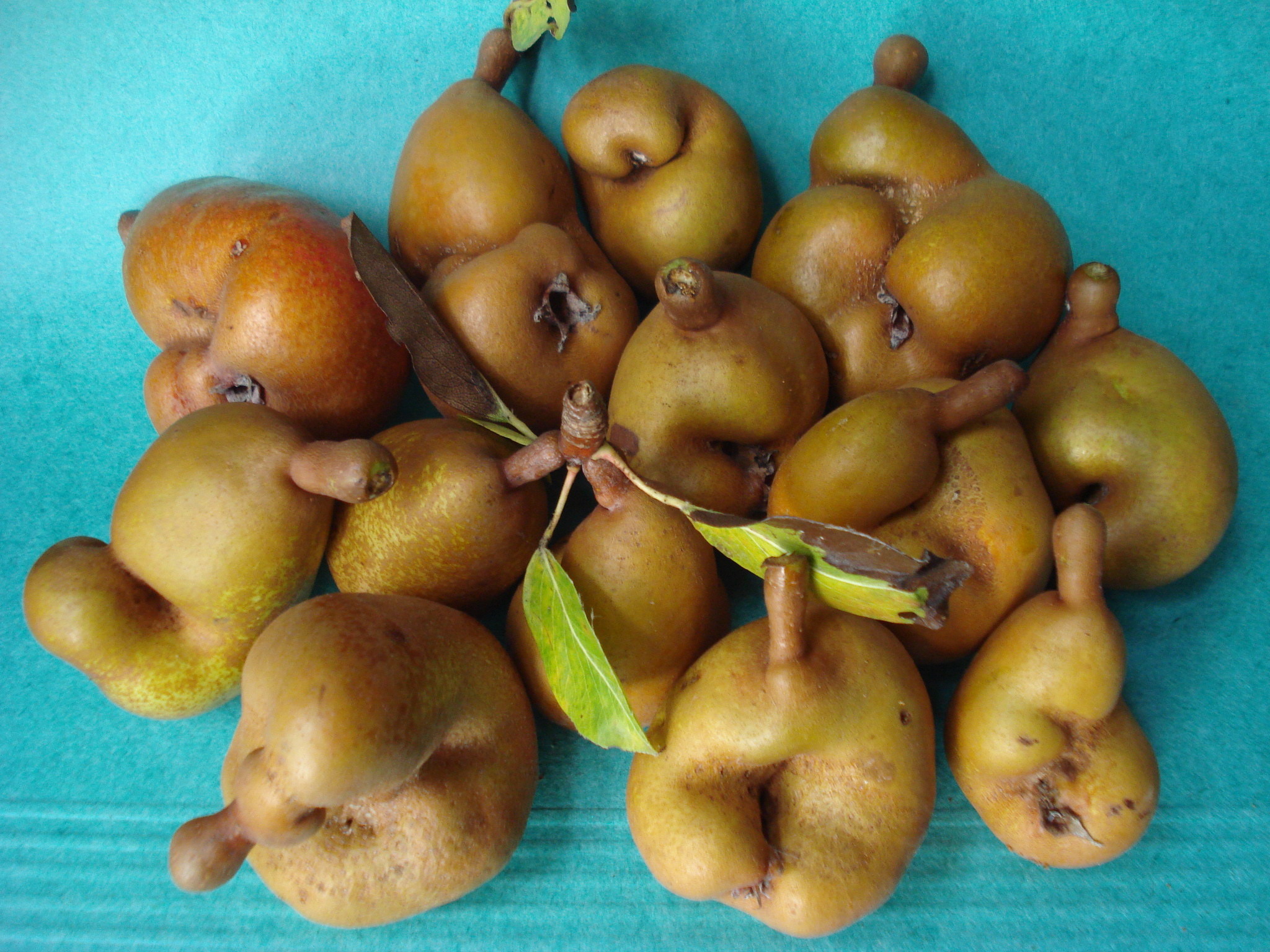
Peras 'Beurré Clairgeau' deformes.

## Susceptibilidades
Muy susceptible a la formación de costras en frutos y hojas. Muy sensible a pseudomonas en las hojas, sensibilidad media en el capullo de la flor, así como al hueso pedregoso.
Esta variedad es muy resistente a las heladas primaverales, lo que la hace su cultivo recomendado en altura.
Resiste bien el transporte y la manipulación.